# Pterolophia obovata
Pterolophia obovata är en skalbaggsart som först beskrevs av Hayashi 1971.  Pterolophia obovata ingår i släktet Pterolophia och familjen långhorningar. Inga underarter finns listade i Catalogue of Life.